# Balthazar de Beaujoyeulx
Pour les articles homonymes, voir Balthazar.
Balthazar de Beaujoyeulx [Beaujoyeux], nommé aussi en italien Baldassare da Belgiojoso [Baltazarini], est un violoniste et chorégraphe d'origine italienne et naturalisé français, né vers 1535 et mort vers 1589.

## Biographie
Il pourrait être originaire du village de Belgioioso en Lombardie, près de Pavie. Il est envoyé en France vers 1555, à la tête d’une bande de violons recommandée à Catherine de Médicis par Charles Ier de Cossé, maréchal de Brissac, qui dirigeait alors les armées du roi en Piémont. Il fait vite son chemin à la cour, obtient des lettres de naturalité et francise son nom en Balthasar de Beaujoyeux.
Il obtient des charges de valet de chambre d'Henri II, puis à partir de 1567 de Catherine de Médicis et de Marie Stuart, enfin de Charles IX et d'Henri III, charges qui lui donnent l’occasion de côtoyer la cour de plus près que de simples charges de musicien, qu’il assume également comme violon du roi. Il est également maître à danser et maître des divertissements, qui lui confèrent l’organisation d’intermèdes, mascarades, etc.
Ses charges se cumulent : ainsi en 1575 Beaujoyeulx est simultanément valet de chambre de la maison de Henri III, de François d’Alençon et de Catherine de Médicis.
Outre ces traitements, il reçoit occasionnellement des dons du roi, telles 1250 lt reçues de François II en 1560 « pour luy aider à trouver convenable party de mariaige » ; il reçoit également avec d’autres valets de chambre une propriété à proximité du Louvre le 21 février 1578.
D’autres documents le citent expressément comme instrumentiste ou violoniste. Signe d’un certain enrichissement, Beaujoyeulx peut acquérir la seigneurie des Landes (ou l’a-t-il reçue du roi ?) et la bourgeoisie de Paris. Comme nombre de personnages de la cour des Valois, il possède également une closerie aux environs de Blois, en bordure de la forêt royale, composée d'un manoir et de dépendances avec un revenu agricole lié à l'exploitation de la vigne. Son nom est d'ailleurs resté attaché à cette propriété. 
Son fils Charles a eu le même métier que lui car il était inscrit avec lui en survivance sur les registres de la maison de Catherine de Médicis et sur celle de Henri III ; il avait reçu une pension de 300 lt pour subvenir aux frais de son éducation. Sa fille épousa le gentilhomme Charles de Pierrevive le 18 mai 1583 Après sa mort, survenue vers 1589, sa veuve se remarie avec Jehan de Rueil, écuyer et seigneur de Desmaretz.

## Œuvres

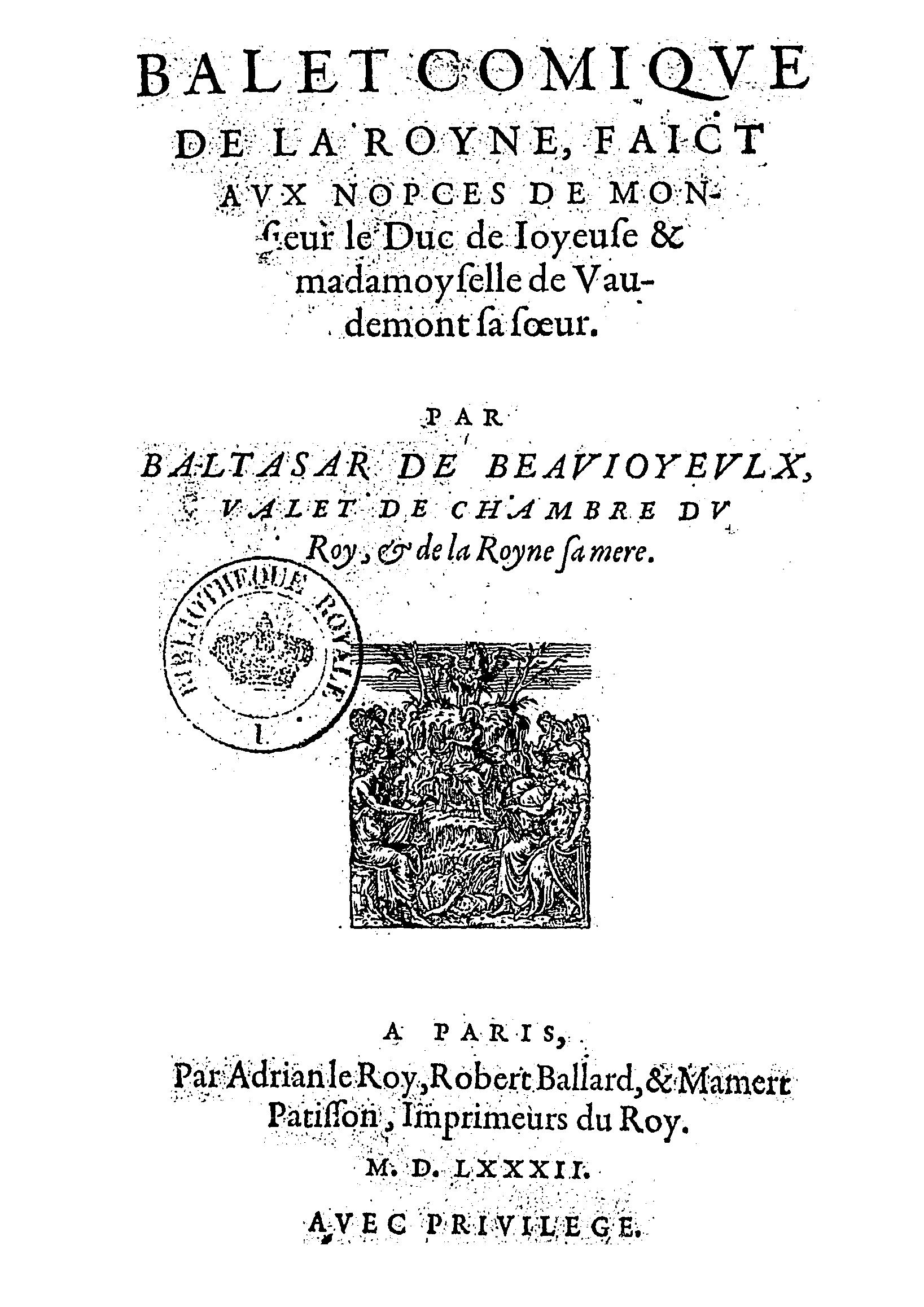
Titre du Balet comique de la Reine (1581). Paris BNF.

Il est cité comme le violoniste « Baltazar » dans les festivités données à Bayonne en 1565 pour le passage de Charles IX .
On lui doit la mise au point de plusieurs ballets, dont :
- le Ballet des Polonais (1573) ;
- le Ballet comique de la reine (1581), exécuté à l’occasion des réjouissances données pour le mariage du duc Anne de Joyeuse avec Marguerite de Lorraine-Vaudémont, demi-sœur de la reine Louise de Lorraine-Vaudémont. Résultat de la collaboration de plusieurs artistes fameux (poésie, musique, danse et mise en scène), cette œuvre reste un des ballets de cour de cour de temps à la fois les plus riches et le mieux documenté.

Beaujoyeulx a ainsi joué un rôle déterminant dans l'émergence du ballet de cour, en opérant une synthèse entre la mouvance esthétique de la Pléiade, et la vivacité et l’inventivité italienne de la Compagnia dei Gelosi, une troupe italienne de commedia dell’arte formée à Milan vers 1568, très populaire en Italie et qui fut invitée à travailler à Paris à la fin des années 1570. Il a été un des promoteurs de la danze horizontale ou géométrique, dans laquelle les danseurs dessinaient sur le sol des figures géométriques susceptibles d’être mieux appréciées quand on les regardait à partir des galeries de la salle, et chargées d’une signification allégorique.